# Tour de Suisse 1965
Die 29. Tour de Suisse fand vom 10. bis 16. Juni 1965 statt. Sie führte über sieben Etappen und eine Gesamtdistanz von 1307 Kilometern.
Gesamtsieger wurde der Italiener Franco Bitossi. Die Rundfahrt startete in Murten, mit 62 Fahrern, von denen 42 Fahrer in Bern ins Ziel kamen.

## Etappen
| Etappe    | Tag      | Start – Ziel               | km       | Etappensieger     | Gesamtwertung   |
| --------- | -------- | -------------------------- | -------- | ----------------- | --------------- |
| 1. Etappe | 10. Juni | Murten – Basel             | 182      | Joseph Huysmans   | Joseph Huysmans |
| 2. Etappe | 11. Juni | Basel – Wohlen             | 198      | Franco Bitossi    | Joseph Huysmans |
| 3. Etappe | 12. Juni | Wohlen – Siebnen           | 178      | Guido Carlesi     | André Messelis  |
| 4. Etappe | 13. Juni | Siebnen – Sattelegg        | 13 (BZF) | Robert Hagmann    | Joseph Huysmans |
| 5. Etappe | 14. Juni | Siebnen – Bellinzona       | 205      | Franco Bitossi    | Joseph Huysmans |
| 6. Etappe | 15. Juni | Bellinzona – Château-d’Oex | 303      | Marcello Mugnaini | Franco Bitossi  |
| 7. Etappe | 16. Juni | Château-d’Oex – Bern       | 228      | Guido Carlesi     | Franco Bitossi  |